# Ludwig Benjamin Ouvrier

Ludwig Benjamin Ouvrier

Ludwig Benjamin Ouvrier (* 7. Mai 1735 in Prenzlau; † 1. Oktober 1792 in Gießen) war ein deutscher evangelischer Theologe.

## Leben
Ludwig Benjamin Ouvrier war der Sohn des Klempners Christoph Benjamin Ouvrier und dessen Frau, einer geborenen Wellin. In Prenzlau  vorgebildet, befasste er sich besonders mit den älteren Sprachen. 1753 bezog er die Universität Halle. Dort studierte er Philosophie bei Johann Joachim Lange, Andreas Weber und weiteren, Theologie bei Siegmund Jakob Baumgarten, Johann Georg Knapp, Christian Benedikt Michaelis, Johann Salomo Semler, Adam Struensee und Gottlieb Anastasius Freylinghausen.
Nicht lang konnte Ouvrier studieren, denn seine Eltern konnten ihn nicht weiter unterstützen. Nach Beendigung des Studiums wurde er in Feldberg Hauslehrer, darauf ging er in dieser Stelle zurück nach Prenzlau.
Wegen seiner schwachen Gesundheit entschied sich Ouvrier, im Sommer des Jahrs 1757 nach Rackschütz zu reisen. Dort lebte sein Onkel Johann Gottlieb Ouvrier, dem er bei dessen Predigeramte half und außerdem dessen Kinder unterrichtete. Schon 1758 starb der Onkel und Ouvrier hoffte, er würde dessen Predigerstelle erhalten. Dies geschah aber nicht, stattdessen wurde er an eine Realschule in Berlin berufen, um dort zu unterrichten.
1760 wurde Ouvrier an den Darmstädtischen Hof in Pirmasens geschickt, wo er Hauslehrer des späteren Landgrafen Ludwig IX. wurde. Drei Jahre später ernannte man ihn zum Kabinettsprediger, 1767 stieg er zum Darmstädtischen Hofprediger auf und 1770 schließlich zum Assessor des Konsistoriums. Weiter bekleidete er ab 1772 das Amt des dritten Superintendenten, des Konsistorialrats und eines Predigers in Burg und Garnison.
Noch 1772 wurde Ouvrier ordentlicher Theologieprofessor an der Universität Gießen. Außerdem ehelichte er in diesem Jahr Marie Friederike Miltenberg(er), Tochter des hessen-darmstädtischen Wirklichen Geheimen Rats Wilhelm Adolph Miltenberger. Der Ehe entstammten mehrere Kinder. In Gießen ernannte man ihn 1777 zum Doktor der Theologie, nachdem er eine Inauguraldissertation verteidigte, welche den Titel trug de necessitate satisfactionis a Paulo Rom. 8, 3 asserta. 1786 wurde er zweiter Superintendent, kurz darauf auch zweiter Theologieprofessor.
1792 verstarb Ouvrier im Alter von 57 Jahren an den Folgen einer inneren Entzündung, die er sich durch eine Erkältung zugezogen hatte.

## Familie
Friedrich Karl Gottlob Hirsching und Friedrich Wilhelm Strieder skizzierten Ouvriers Abstammung, da sie diese für beachtenswert hielten. Er fängt mit Peter Ouvrier, einem elsässischen Franziskaner an, der Lutheraner wurde und als Magister nach Wittenberg ging, anschließend war  Prediger bei Frankfurt an der Oder und danach in Elster, wo er 1671 starb. Peter Ouvrier war mit der Tochter eines Bäckers aus Wittenberg verheiratet. Dieser Ehe entstammte ein in Prenzlau lebender Drahtzieher. Außerdem zeugte Peter Ouvrier den Vater von Christoph Benjamin Ouvrier und Johann Gottlieb Ouvrier. Letztgenannter war lutherischer Prediger und starb in Rackschütz am 21. Dezember 1757, Christoph Benjamin hingegen lebte als Klempner in Prenzlau, wo er eine geborene Wellin heiratete und Ludwig Benjamin Ouvrier zeugte.
|                                                                     |                                                                     |                                                                     |                                                                     |                                                                     |                                                                     |  |  | N. N., Wittenberger Bäcker                       |                                                  |                                                  |                                                  |                                                  |                                                  |  |  |                                                                     |                                                   |                                                   |                                                   |                                                   |                                                   |  |  |  |  |  |  |  |  |  |  |  |  |
|                                                                     |                                                                     |                                                                     |                                                                     |                                                                     |                                                                     |  |  |                                                  |                                                  |                                                  |                                                  |                                                  |                                                  |  |  |                                                                     |                                                   |                                                   |                                                   |                                                   |                                                   |  |  |  |  |  |  |  |  |  |  |  |  |
| Peter Ouvrier, Theologe, † 1671                                     | Peter Ouvrier, Theologe, † 1671                                     | Peter Ouvrier, Theologe, † 1671                                     | Peter Ouvrier, Theologe, † 1671                                     | Peter Ouvrier, Theologe, † 1671                                     | Peter Ouvrier, Theologe, † 1671                                     |  |  | N. N.                                            | N. N.                                            | N. N.                                            | N. N.                                            | N. N.                                            | N. N.                                            |  |  |                                                                     |                                                   |                                                   |                                                   |                                                   |                                                   |  |  |  |  |  |  |  |  |  |  |  |  |
| Peter Ouvrier, Theologe, † 1671                                     | Peter Ouvrier, Theologe, † 1671                                     | Peter Ouvrier, Theologe, † 1671                                     | Peter Ouvrier, Theologe, † 1671                                     | Peter Ouvrier, Theologe, † 1671                                     | Peter Ouvrier, Theologe, † 1671                                     |  |  | N. N.                                            | N. N.                                            | N. N.                                            | N. N.                                            | N. N.                                            | N. N.                                            |  |  |                                                                     |                                                   |                                                   |                                                   |                                                   |                                                   |  |  |  |  |  |  |  |  |  |  |  |  |
|                                                                     |                                                                     |                                                                     |                                                                     |                                                                     |                                                                     |  |  |                                                  |                                                  |                                                  |                                                  |                                                  |                                                  |  |  |                                                                     |                                                   |                                                   |                                                   |                                                   |                                                   |  |  |  |  |  |  |  |  |  |  |  |  |
|                                                                     |                                                                     |                                                                     |                                                                     |                                                                     |                                                                     |  |  |                                                  |                                                  |                                                  |                                                  |                                                  |                                                  |  |  |                                                                     |                                                   |                                                   |                                                   |                                                   |                                                   |  |  |  |  |  |  |  |  |  |  |  |  |
| N. N.                                                               | N. N.                                                               | N. N.                                                               | N. N.                                                               | N. N.                                                               | N. N.                                                               |  |  | N. Ouvrier, Prenzlauer Drahtzieher               | N. Ouvrier, Prenzlauer Drahtzieher               | N. Ouvrier, Prenzlauer Drahtzieher               | N. Ouvrier, Prenzlauer Drahtzieher               | N. Ouvrier, Prenzlauer Drahtzieher               | N. Ouvrier, Prenzlauer Drahtzieher               |  |  |                                                                     |                                                   |                                                   |                                                   |                                                   |                                                   |  |  |  |  |  |  |  |  |  |  |  |  |
| N. N.                                                               | N. N.                                                               | N. N.                                                               | N. N.                                                               | N. N.                                                               | N. N.                                                               |  |  | N. Ouvrier, Prenzlauer Drahtzieher               | N. Ouvrier, Prenzlauer Drahtzieher               | N. Ouvrier, Prenzlauer Drahtzieher               | N. Ouvrier, Prenzlauer Drahtzieher               | N. Ouvrier, Prenzlauer Drahtzieher               | N. Ouvrier, Prenzlauer Drahtzieher               |  |  |                                                                     |                                                   |                                                   |                                                   |                                                   |                                                   |  |  |  |  |  |  |  |  |  |  |  |  |
|                                                                     |                                                                     |                                                                     |                                                                     |                                                                     |                                                                     |  |  |                                                  |                                                  |                                                  |                                                  |                                                  |                                                  |  |  |                                                                     |                                                   |                                                   |                                                   |                                                   |                                                   |  |  |  |  |  |  |  |  |  |  |  |  |
| Johann Gottlieb Ouvrier, lutherischer Prediger, † 21. Dezember 1757 | Johann Gottlieb Ouvrier, lutherischer Prediger, † 21. Dezember 1757 | Johann Gottlieb Ouvrier, lutherischer Prediger, † 21. Dezember 1757 | Johann Gottlieb Ouvrier, lutherischer Prediger, † 21. Dezember 1757 | Johann Gottlieb Ouvrier, lutherischer Prediger, † 21. Dezember 1757 | Johann Gottlieb Ouvrier, lutherischer Prediger, † 21. Dezember 1757 |  |  | Christoph Benjamin Ouvrier, Klempner zu Prenzlau | Christoph Benjamin Ouvrier, Klempner zu Prenzlau | Christoph Benjamin Ouvrier, Klempner zu Prenzlau | Christoph Benjamin Ouvrier, Klempner zu Prenzlau | Christoph Benjamin Ouvrier, Klempner zu Prenzlau | Christoph Benjamin Ouvrier, Klempner zu Prenzlau |  |  | N. Ouvrier, geborene Wellin                                         | N. Ouvrier, geborene Wellin                       | N. Ouvrier, geborene Wellin                       | N. Ouvrier, geborene Wellin                       | N. Ouvrier, geborene Wellin                       | N. Ouvrier, geborene Wellin                       |  |  |  |  |  |  |  |  |  |  |  |  |
| Johann Gottlieb Ouvrier, lutherischer Prediger, † 21. Dezember 1757 | Johann Gottlieb Ouvrier, lutherischer Prediger, † 21. Dezember 1757 | Johann Gottlieb Ouvrier, lutherischer Prediger, † 21. Dezember 1757 | Johann Gottlieb Ouvrier, lutherischer Prediger, † 21. Dezember 1757 | Johann Gottlieb Ouvrier, lutherischer Prediger, † 21. Dezember 1757 | Johann Gottlieb Ouvrier, lutherischer Prediger, † 21. Dezember 1757 |  |  | Christoph Benjamin Ouvrier, Klempner zu Prenzlau | Christoph Benjamin Ouvrier, Klempner zu Prenzlau | Christoph Benjamin Ouvrier, Klempner zu Prenzlau | Christoph Benjamin Ouvrier, Klempner zu Prenzlau | Christoph Benjamin Ouvrier, Klempner zu Prenzlau | Christoph Benjamin Ouvrier, Klempner zu Prenzlau |  |  | N. Ouvrier, geborene Wellin                                         | N. Ouvrier, geborene Wellin                       | N. Ouvrier, geborene Wellin                       | N. Ouvrier, geborene Wellin                       | N. Ouvrier, geborene Wellin                       | N. Ouvrier, geborene Wellin                       |  |  |  |  |  |  |  |  |  |  |  |  |
|                                                                     |                                                                     |                                                                     |                                                                     |                                                                     |                                                                     |  |  |                                                  |                                                  |                                                  |                                                  |                                                  |                                                  |  |  |                                                                     |                                                   |                                                   |                                                   |                                                   |                                                   |  |  |  |  |  |  |  |  |  |  |  |  |
|                                                                     |                                                                     |                                                                     |                                                                     |                                                                     |                                                                     |  |  |                                                  |                                                  |                                                  |                                                  |                                                  |                                                  |  |  | Wilhelm Adolph Miltenberg(er), Wirklicher Geheimer Rat zu Darmstadt |                                                   |                                                   |                                                   |                                                   |                                                   |  |  |  |  |  |  |  |  |  |  |  |  |
|                                                                     |                                                                     |                                                                     |                                                                     |                                                                     |                                                                     |  |  |                                                  |                                                  |                                                  |                                                  |                                                  |                                                  |  |  |                                                                     |                                                   |                                                   |                                                   |                                                   |                                                   |  |  |  |  |  |  |  |  |  |  |  |  |
|                                                                     |                                                                     |                                                                     |                                                                     |                                                                     |                                                                     |  |  | Ludwig Benjamin Ouvrier (1735–1792)              | Ludwig Benjamin Ouvrier (1735–1792)              | Ludwig Benjamin Ouvrier (1735–1792)              | Ludwig Benjamin Ouvrier (1735–1792)              | Ludwig Benjamin Ouvrier (1735–1792)              | Ludwig Benjamin Ouvrier (1735–1792)              |  |  | Marie Friederike Miltenberg(er), verheiratet 1772                   | Marie Friederike Miltenberg(er), verheiratet 1772 | Marie Friederike Miltenberg(er), verheiratet 1772 | Marie Friederike Miltenberg(er), verheiratet 1772 | Marie Friederike Miltenberg(er), verheiratet 1772 | Marie Friederike Miltenberg(er), verheiratet 1772 |  |  |  |  |  |  |  |  |  |  |  |  |
|                                                                     |                                                                     |                                                                     |                                                                     |                                                                     |                                                                     |  |  | Ludwig Benjamin Ouvrier (1735–1792)              | Ludwig Benjamin Ouvrier (1735–1792)              | Ludwig Benjamin Ouvrier (1735–1792)              | Ludwig Benjamin Ouvrier (1735–1792)              | Ludwig Benjamin Ouvrier (1735–1792)              | Ludwig Benjamin Ouvrier (1735–1792)              |  |  | Marie Friederike Miltenberg(er), verheiratet 1772                   | Marie Friederike Miltenberg(er), verheiratet 1772 | Marie Friederike Miltenberg(er), verheiratet 1772 | Marie Friederike Miltenberg(er), verheiratet 1772 | Marie Friederike Miltenberg(er), verheiratet 1772 | Marie Friederike Miltenberg(er), verheiratet 1772 |  |  |  |  |  |  |  |  |  |  |  |  |
|                                                                     |                                                                     |                                                                     |                                                                     |                                                                     |                                                                     |  |  |                                                  |                                                  |                                                  |                                                  |                                                  |                                                  |  |  |                                                                     |                                                   |                                                   |                                                   |                                                   |                                                   |  |  |  |  |  |  |  |  |  |  |  |  |
|                                                                     |                                                                     |                                                                     |                                                                     |                                                                     |                                                                     |  |  | Unbekannte Kinder                                |                                                  |                                                  |                                                  |                                                  |                                                  |  |  |                                                                     |                                                   |                                                   |                                                   |                                                   |                                                   |  |  |  |  |  |  |  |  |  |  |  |  |

Wilhelm Georg Ludwig Ouvrier, Land- und Kreisrat im Großherzogtum Hessen, war ein Sohn von Ludwig Benjamin Ouvrier. Ouvriers Schwiegervater Wilhelm Adolph Miltenberger fungierte wiederum als Direktor der hessen-darmstädtischen Regierung im Rang eines Staatsministers.

## Wirken
Bernhard Bonkhoff ordnet Ouvrier dem Rationalismus bei. Mit liturgischen Arbeiten, dem Entwurf eines Gesangbuchs und einem Religionslehrbuch förderte er die Abschaffung von Luthers Kleinem Katechismus und der altevangelischen Lieder.
Ouvrier galt als religiöser Mensch, der voller Eifer wirkte und sich für Moral einsetzte. 1767 schon veröffentlichte er eine Predigtsammlung, in der er die moralische Veredlung des Herzens erreichen wollte.
Heinrich Döring bescheinigte Ouvrier, sich gut mit alten Sprachen und weiteren theologischen Disziplinen ausgekannt zu haben, was sich in Programmen und Dissertationen zeige. In diesen Schriften befasste er sich besonders mit Dogmatik, Exegese und Kritik des Neuen Testaments.
1773 versuchte Ouvrier in der Folge von theologischen Auseinandersetzungen, die Dogmen des Christentums unparteiisch zu prüfen. Vier Jahre darauf verfasste er eine Anweisen für Prediger und Katechisten. Weiter erschien 1781 beziehungsweise 1783 seine zweibändige Geschichte der Religionen, die besonders in der Geschichtswissenschaft wichtig war.
Ein weiteres Werk von Ouvrier hieß Hinsichten auf die Ewigkeit, in dem er überzeugen wollte, dass es ein Leben nach dem Tode gibt. Diese Schrift erschien zweiteilig 1791. Der erste Teil spricht tröstend gesund Lebende an, der zweite Teil Kranke und Sterbende. Das Werk enthält auch Lieder. 1793 erschien eine zweite Auflage, in der Carl von Senkenberg einen Lebenslauf Ouvriers anfügte.
Selbstprüfung und fromme Entschließungen, ein Selbstgespräch ist ein Erbauungsbuch. Es ist in zwei Abteilungen gegliedert, die erste befasst sich mit Selbstprüfungen, die zweite mit frommen Entschließungen. Die erste Abteilung beinhaltet 50, die zweite 26 Betrachtungen. Diese sind eher kurz, sodass die einzelnen Betrachtungen nicht ausführlich sind. Das Buch wurde in der Allgemeinen Deutschen Bibliothek als gut und zweckmäßig, […] nicht übertrieben beschrieben.

## Werke
- Die Freude in dem Herrn, bei der Geburt des Prinzen Christian Ludwig von Hessen; eine Dankpredigt über Psalm 148, 12-14 (Pirmasens 1763) Digitalisat
- Tägliches Morgen- und Abendgeschäft; zum Besten einer vornehmen Jugend entworfen (Frankfurt/Leipzig 1764)
- Sammlung einiger Predigten (Frankfurt am Main 1767)
- Das Glaubensbekenntniß, welches die Durchlauchte Fürstin Friederika Angelika, Landgräfin zu Hessen, postulirte Decanissin zu Quedlinburg, den 7. September 1767 abgelegt; nebst einer Rede von Ludwig Benjamin Ouvrier (Darmstadt/Frankfurt 1767)
- Einsegnungsrede bei der Vermählung der Prinzessin Friederike von Hessen mit dem Prinzen von Preußen (Darmstadt 1769)
- Glaubensbekenntniß Sr. Durchl. des Herrn Erbprinzen von Hessen-Darmstadt, welches derselbe am 22. Februar 1769 öffentlich ablegte, nebst der dabei gehaltenen Rede (Berlin 1771)
- Das Darmstädtische Gesangbuch (Darmstadt 1772)
- Untersuchung über die Lehrsätze des Christenthums, auf Veranlassung der neuern theologischen Streitigkeiten (Berlin 1773)
- Programm I et II de theologia populari (Gießen 1775)
- Programm Annotationes quasdam ad 2 Petr. 2,2, Judae 6 exhibens (Gießen 1776)
- Anleitung zum Predigen und Katechisiren (Gießen 1777)
- Programm de Theologia morali, an dici possit caput, summa, centrum totius religionis christianae (Gießen 1779)
- Programm de Iisdem in Resurrectione Restituendis Corporibus ad I. Cor. XV, disquisitio Theologica festo Paschali Sacra (Gießen 1781)
- Einsegnungsrede bei der so seltenen, als merkwürdigen Amtsjubelfeier des Herrn Heinrich Schwarz, Inspectors zu Grünberg (Gießen 1781)
- Geschichte der Religionen, nebst ihren Gründen und Gegengründen (zwei Bände, Leipzig 1781/1783; Band 1 Online)
- Meditatio de auctore anonymus der freymüthigen Betrachtungen über das Christentum verae naturae divinae Jesu Christi et S. S. Triados adversario (Leipzig 1783)
- Selbstprüfung und fromme Entschließungen; ein Selbstgespräch (Leipzig 1769)
- Hinsichten auf die Ewigkeit (Leipzig 1791, Teil 1)
- Religionsunterricht für die Jugend. Kurze Erklärung des Katechismus Lutheri (Gießen 1792)
- Hinsichten auf die Ewigkeit, Teil 2, mit dem Leben des Verfassers von R. K. von Senkenberg (Leipzig 1793)